# 奇大升
奇 大升（き だいしょう、キ デスン、기대승、1527年12月1日（旧暦11月18日）－1572年12月5日（旧暦11月1日））は李氏朝鮮時代の儒者。字は明彦、号は高峰、存齋、諡号は文憲である。本貫は幸州奇氏。

## 人物
全羅道光州出身。李滉や金麟厚の門人で、早くから経典を博綜し、古今史伝、九流百家に旁通する。1558年に科挙の文科に及第し、史官を歴任、大司成、大司諫に上った。朱熹の唱えた四端七情と理気論との関係をめぐり、李退渓と長年の論争となるが、後進の儒者らに継承され、朝鮮儒学界の中心課題の一つとなる一方、性理学の水準向上に寄与した。 晩年は李浚慶の政策に反対し、1572年に辞官、古阜郡で病死した。著書に「高峰集」「朱子文録」「論思録」などがある。